# Ingénieur développeur des compétences
 (décembre 2015).
Un ingénieur développeur des compétences (ou ingénieur en développement des compétences) traite du génie humain, le terme fait référence aux vocables :
- ingénieur :
  - qui désigne une personne qui grâce à sa formation scientifique et technique, est apte :
    - à diriger certains travaux ;
    - à participer à des recherches ;
    - à mener l'étude globale d'un projet[1].
- développeur des compétences :
  - terme d'abord employé pour l'informatique qui désigne alors une personne qui :
    - programme un logiciel ;
    - qui transcrit un besoin en une solution écrite en langage informatique.

Sur le plan humain :
- il désigne une personne qui va faire :
  - grandir, évoluer "développer l'esprit, l'intelligence, la personnalité ; développer la culture, les connaissances ; développer le sens de, le goût de, l'esprit de quelque chose[2]".

Dans le domaine de formation :
- on parlera du développement des "compétences".

Ce terme exprime :
- une évolution des "savoirs", développés grâce à une formation (behaviorisme) ;

alors que les "compétences" résultent d’un apprentissage (socio-cognitivo-constructivisme).
Il se définit comme la capacité singulière (propre à chacun), structurée, gérable, contextualisé et hypothétique (observable seulement par l'action).
Ainsi, c'est une personne qui dirige globalement un projet visant à développer la capacité à réussir en fonction de son histoire singulière, passé, présent comme futur.

## Les différentes ingénieries mises en jeu
On distingue deux types d'activité principales d'ingénierie (ingénierie de formation et pédagogique), des activités secondaires (didactique et évolution des compétences), et enfin, des activités transversales dans le développement des compétences (conception d'un dispositif et professionnalisation).

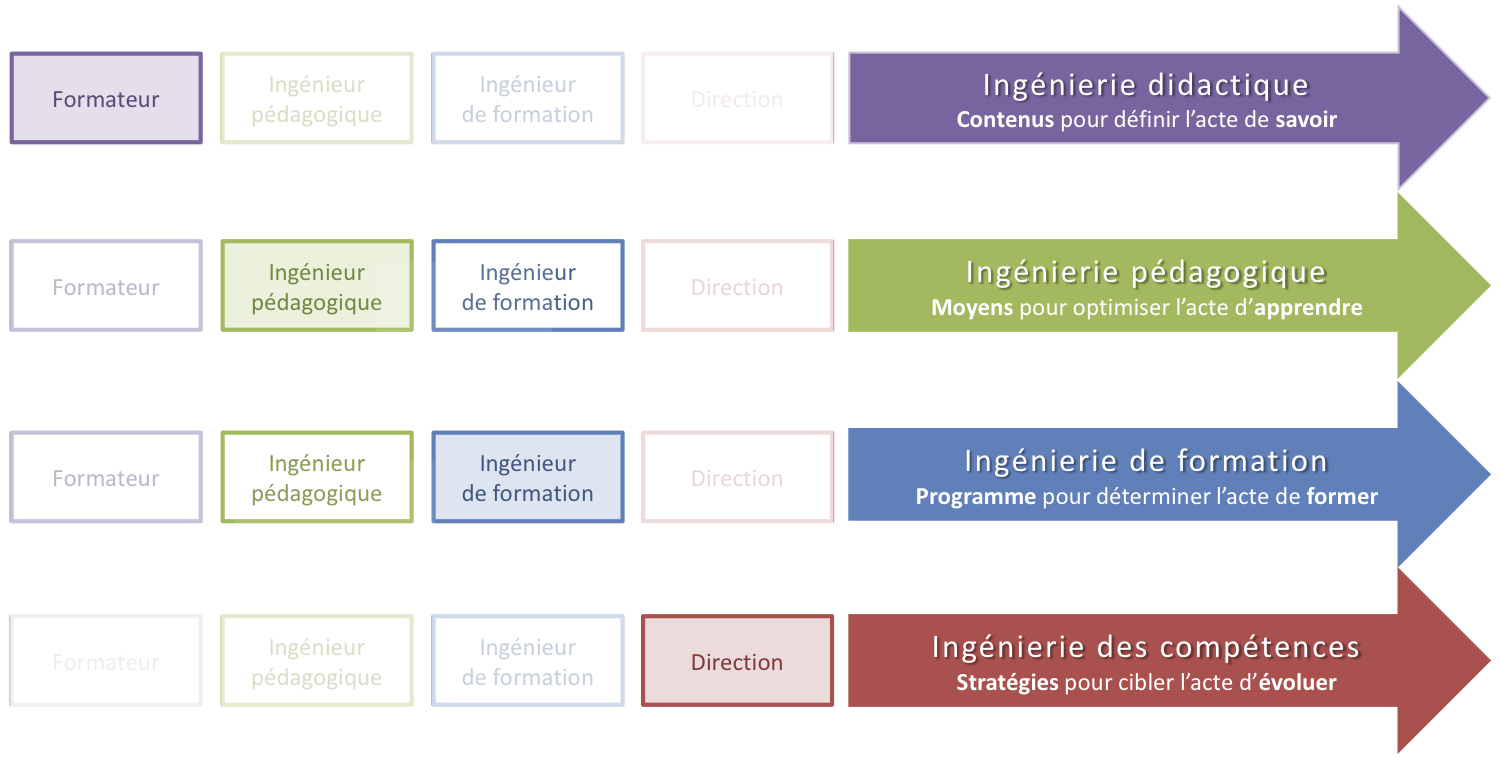
Les ingénieries principales et secondaires

### Les principales

#### Ingénierie de formation
La finalité de cette ingénierie est l'insertion et l'adaptation professionnelle.
Elle portera sa réflexion sur la traduction de la stratégie de l'entreprise en objectif de formation, en établissant les besoins de l'entreprise. Ce niveau est mené par les Responsables et Ingénieur de Formation, et implique les Directeurs des Ressources Humaines et les partenaires sociaux (stratégies) et les opérationnels (besoins).
Ici, il est question d'aboutir au plan de formation, actions de formation. Dans la mise en œuvre d'un dispositif, les ingénieries pédagogique et de formation collaborent étroitement : la première choisira les moyens pédagogiques pour permettre et optimiser l'apprentissage alors que la deuxième construira le programme de formation.

#### Ingénierie pédagogique
L’ingénierie pédagogique réunit les conditions de réussite des processus d’apprentissage, à la dimension technico-pédagogique (Le Boterf, 2004a). Elle vise le développement des compétences par l'optimisation du processus.
Aujourd'hui, la formation devient de plus en plus un enjeu stratégique et le métier de formateur évolue. En effet, si la pédagogie était détenue en grande partie par les formateurs, à présent la ligne hiérarchique augmente et le travail formateur s'élargit, se diversifie. Il évolue entre autres vers une fonction de cadre assumant une ingénierie du processus apprendre. 
Ainsi, la pédagogie est détenue plutôt par les responsables et les ingénieurs pédagogiques dans le cadre de mise en œuvre de dispositifs pédagogiques : formation mixte (blended-learning), formation en ligne (e-learning), ... Dans ce cas, une véritable ingénierie est nécessaire. Il implique aussi les formateurs pour des actions de formation en face à face, non intégré dans un dispositif.
Si l'ingénierie de formation définit le plan de formation, on tiendra compte ici des méthodes et moyens pédagogiques, des caractéristiques et des dispositions des modules à mettre place suivant une logique définie. Par exemple, pour professionnaliser, les cadres choisiront l'articulation, la progression et la manière pour atteindre de manière optimale chaque objectif.

### Secondaires

#### Compétences
Cette ingénierie permet d'envisager la stratégie nécessaire à l'évolution des compétences de l'entreprise. Elle vise une articulation et une intégration accrue entre le travail et le processus de formation lui-même.
La finalité est de développer l'employabilité et la mobilité. En effet, les entreprises souhaite anticiper les ressources humaines en fonction de leurs contraintes d’environnement et de leurs choix stratégiques au service de la compétitivité.
Cette ingénierie s'appuie sur :
- un volet collectif pour détecter l'évolution des fonctions professionnelles de l'entreprise et,
- un volet individuel pour promouvoir l'évolution de chaque salarié dans le cadre de son parcours professionnel.

Elle débouche sur des accords de GPEC grâce à une réflexion de la direction (la Direction Générale et en particulier la Direction des Ressources Humaines) en partenariat avec les branches et les bassins.

#### Didactique
Elle permet de préparer la transmission d'une partie spécifique d'un programme. Elle choisira la somme des savoirs à acquérir afin de développer les compétences.
L'objectif est de construire les contenus, pour cela elle s'appuie sur l’analyse des savoirs.
Elle conduit à la conception à l'instrumentation de supports et de séquences de formation. Elle implique nettement la présence d'experts. Généralement ce sont les formateurs, experts de leur domaine, qui procèdent à l'élaboration contenus opérationnels. De manière standard et hiérarchique, se succède :
- l'ingénierie des compétences (stratégie d'évolution)
- l'ingénierie de formation (programme de la formation)
- l'ingénierie pédagogique (articulation des modules)
- l'ingénierie didactique (contenu des unités)

### Transversales

#### Professionnalisation
L’ingénierie de professionnalisation s’intéresse au perfectionnement des compétences professionnelles et de développement professionnel, ainsi qu’aux conditions sociales, techniques et économiques favorisant leur émergence, leur développement et leur transfert.
Elle s'intéresse au sens, à la signification des compétences acquis et à acquérir. Elle conduit à une véritable navigation grâce à une ingénierie de contexte donnant sens aux parcours du professionnel.
Elle permettra d'établir les différents types de situations : de formation, de travail, extra-professionnelles, etc.. Elle implique les cadres de formation et pédagogique (responsables et ingénieurs).